# یانا دمیانچوک
یانا دمیانچوک (به انگلیسی: Yana Demyanchuk) ژیمناست زادهٔ تاریخ ورودی نامعتبر است میلادی اهل کشور اوکراین است.